# Wiesen am Layenhof – Ober-Olmer Wald
Koordinaten: 49° 57′ 35″ N, 8° 10′ 21″ O

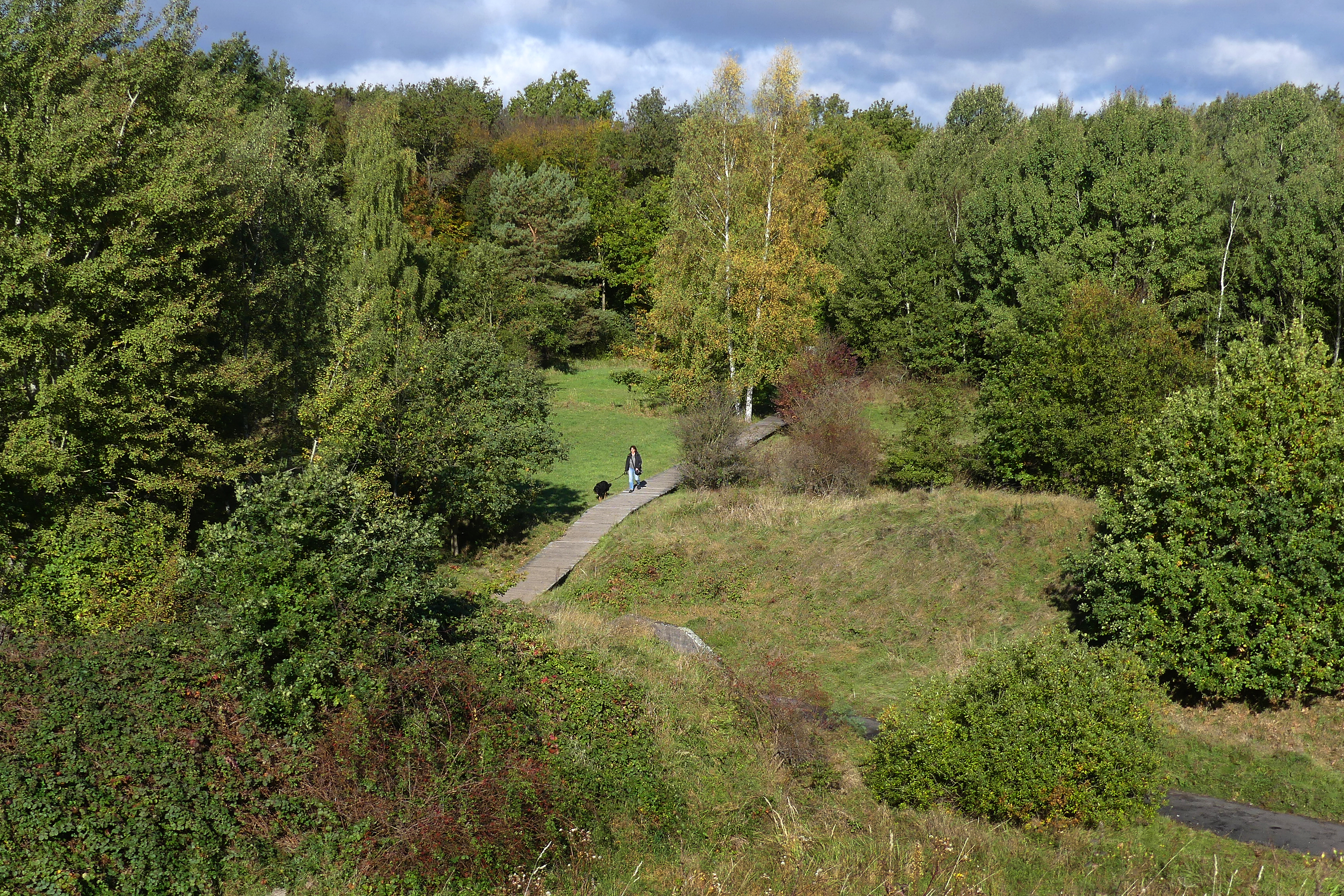
Wald und Wiesen – Blick vom Hügel der Freundschaft mitten im Naturschutzgebiet

Wiesen am Layenhof – Ober-Olmer Wald ist der Name eines rheinland-pfälzischen Naturschutzgebietes von 533 Hektar Größe, das in der Stadt Mainz und im Landkreis Mainz-Bingen liegt. Es umfasst Teile der Gemarkung Finthen der Stadt Mainz, der Stadt Ingelheim am Rhein sowie Teile der Gemarkungen Essenheim und Ober-Olm. Das Naturschutzgebiet besteht sowohl aus den Waldflächen des Ober-Olmer Waldes inklusive seiner Lichtungen und Tümpel sowie aus den Trocken- und Halbtrockenwiesen beim Mainzer Layenhof. Es wurde 2017 von der Struktur- und Genehmigungsdirektion Süd (SGD Süd) als Naturschutzgebiet ausgewiesen.

## Schutzzweck
Das neue Naturschutzgebiet biete bedrohten Tier- und Pflanzenarten, wie etwa dem Grünspecht, dem Schwarzmilan und der Bechsteinfledermaus einen ungestörten Lebensraum, führte die damalige rheinland-pfälzische Umweltministerin Höfken bei der Einweihung des Naturschutzgebietes aus. Gerade die standorttypischen Mager- oder Streuobstwiesen sowie heimische Laubwälder seien ideale Rückzugsorte für rund 110 Laufkäfer- und etwa 280 Schmetterlingsarten und damit ein Beitrag zum Erhalt von Biodiversität.
Die SGD Süd sieht im Bereich der Wiesen am Layenhof den Schutzzweck insbesondere in der Erhaltung, Entwicklung und Wiederherstellung von Magerwiesen, Halbtrocken-, Straußgras-, Silikattrocken- und Borstgrasrasen sowie Streuobstwiesen und Magerweiden. Ebenso liegt der Schutzzweck in der Erhaltung und Entwicklung von angrenzenden Wäldchen, Baumhecken, Gebüschen und Gehölzstrukturen. Beides dient als Standort und Lebensraum typischer, seltener und gefährdeter wildlebender Pflanzen und Tiere sowie deren Lebensgemeinschaften.
Im Bereich des Ober-Olmer Waldes, der zugleich auch Natura-2000-Gebiet ist, liegt der Schutzzweck in der Erhaltung und Wiederherstellung von standortheimischem Laubwald, eines kleinräumigen artenreichen Borstgrasrasens, Mäh- und Magerwiesen sowie Heide und Kleingewässern. Der Schutzzweck liegt auch in der Erhaltung beziehungsweise Wiederherstellung eines günstigen Erhaltungszustandes für den Lebensraumtyp „Trockenrasen“ mit Orchideen-Reichtum und Borstgrasrasen sowie mit Trockenen Heiden, Flachland-Mähwiesen und einem Waldmeister-Buchenwald. Im Wiederbewaldungsbereich westlich des Ober-Olmer Waldes geht es um die Entwicklung und Wiederherstellung von standortheimischem Laubwald. Alle Standorte dienen dem Erhalt gefährdeter wildwachsender Pflanzenarten und auch seltener oder gefährdeter wildlebender Tierarten wie beispielsweise dem Hirschkäfer und der Bechsteinfledermaus.

## Besonderheiten
Im Schutzgebiet befindet sich der Flugplatz Mainz-Finthen, dessen weitere „ordnungsgemäße Nutzung“ gewährleistet bleiben soll. Die Einzäunung des Flugplatzes begünstigt vor allem bodenbrütende Vogelarten durch den Schutz vor Störungen.

Die Schutzbestimmungen gelten nicht für den Bereich der derzeit militärisch genutzten Flächen. Dort treten sie erst mit Beendigung der militärischen Nutzung in Kraft. Zurzeit wird ein Teilbereich des Schutzgebietes von den US-Streitkräften als Standort-Übungsgelände Mainz-Finthen genutzt.

## Fotogalerie

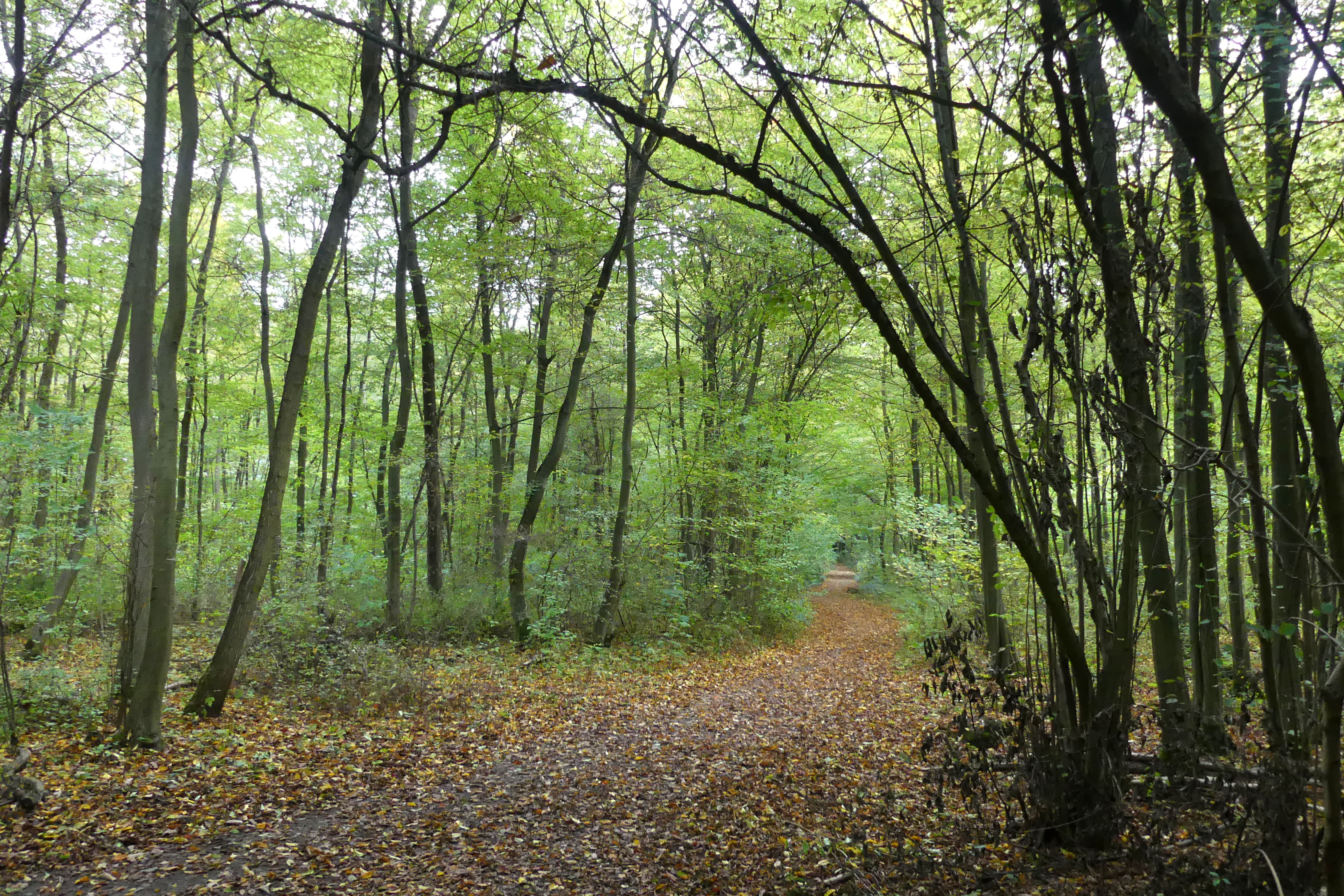
Das Wegenetz im Ober-Olmer Wald ist 25 km lang – für Tiere und Pflanzen gibt es besonders geschützte Bereiche
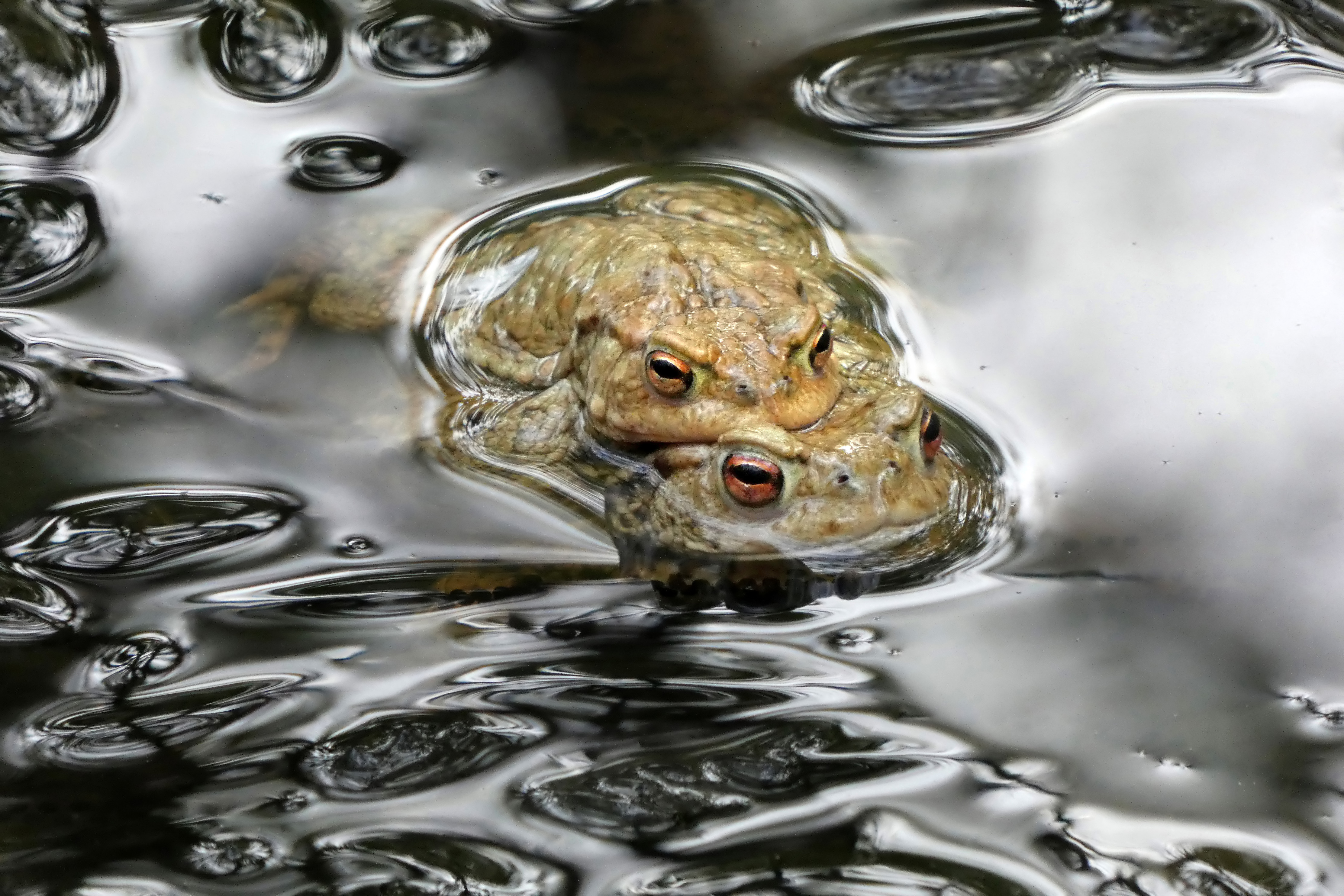
Viele kleine Tümpel sind ein Paradies für Amphibien
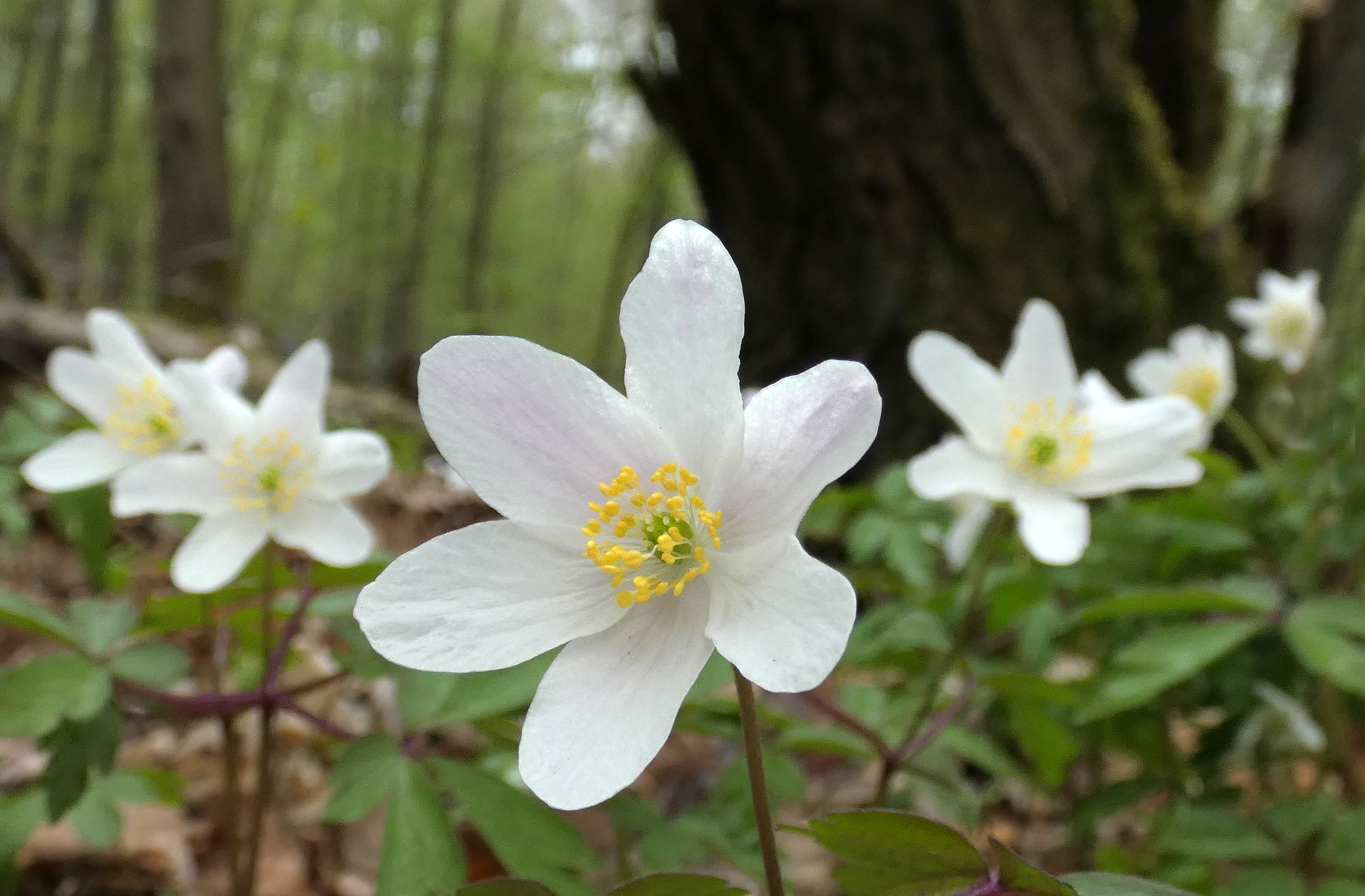
Das Buschwindröschen ist im Frühjahr typisch für die Waldgebiete
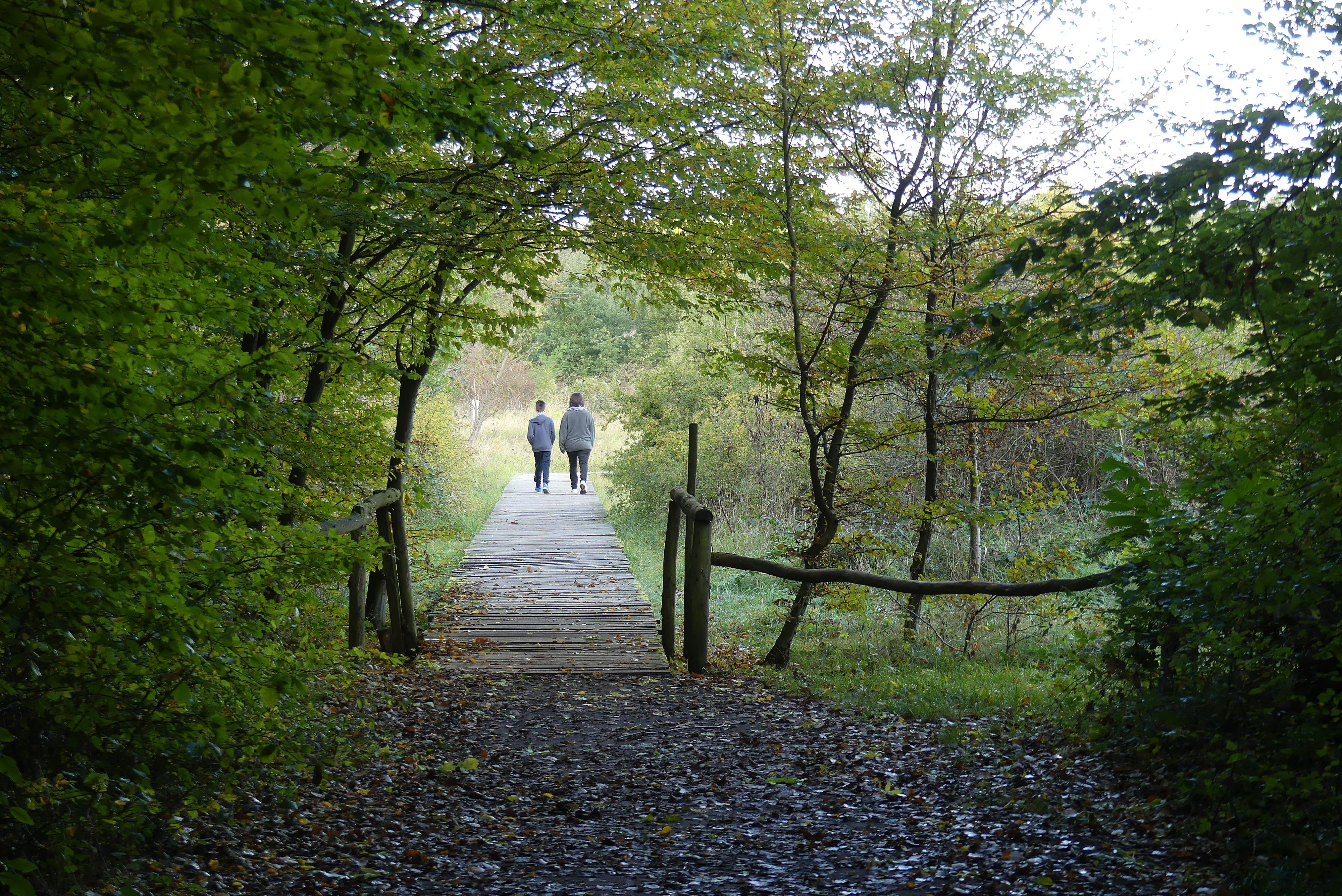
Übergang vom Wald in die Offenfläche
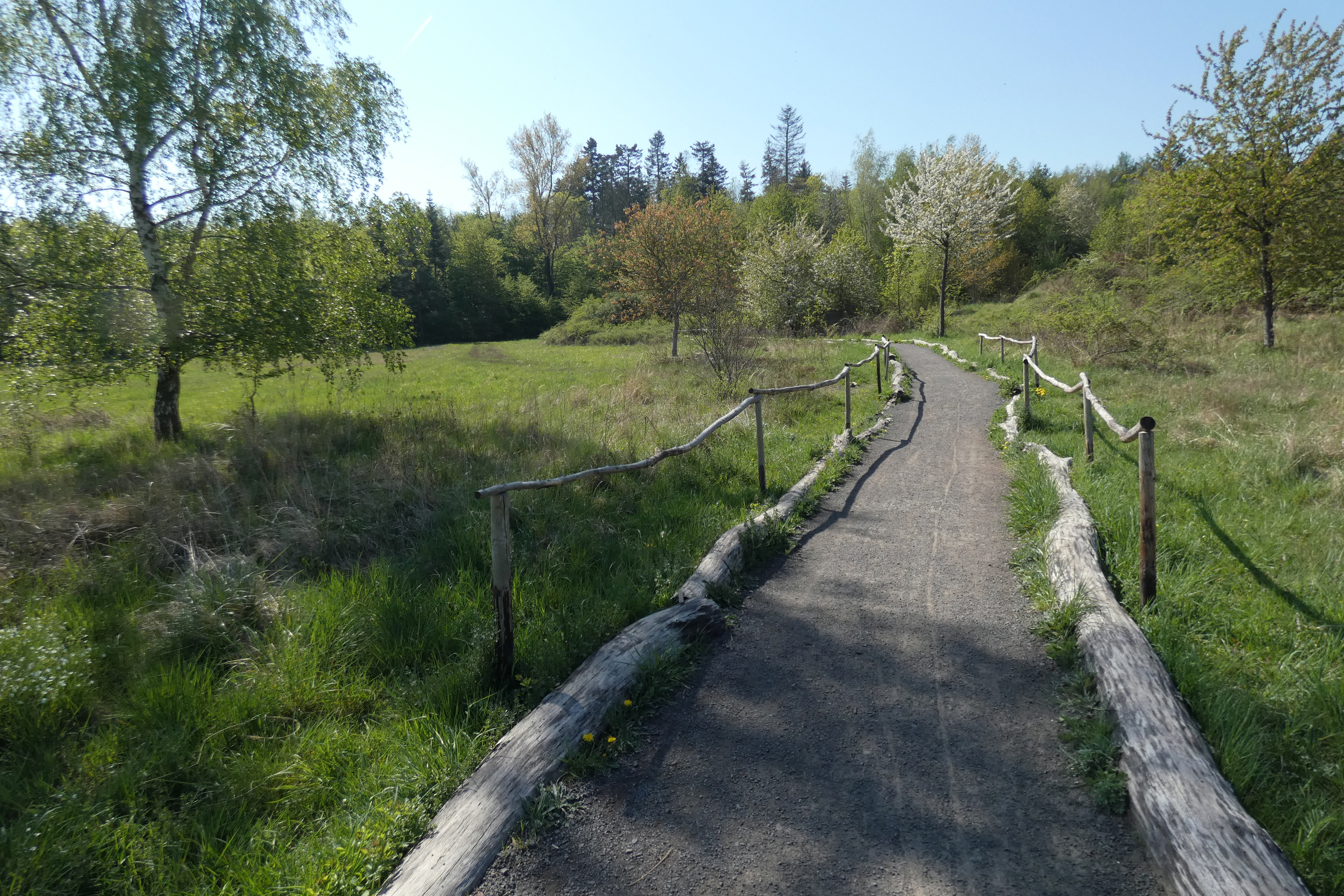
Die Mischung der unterschiedlichen Landschaftstypen kennzeichnet das Schutzgebiet
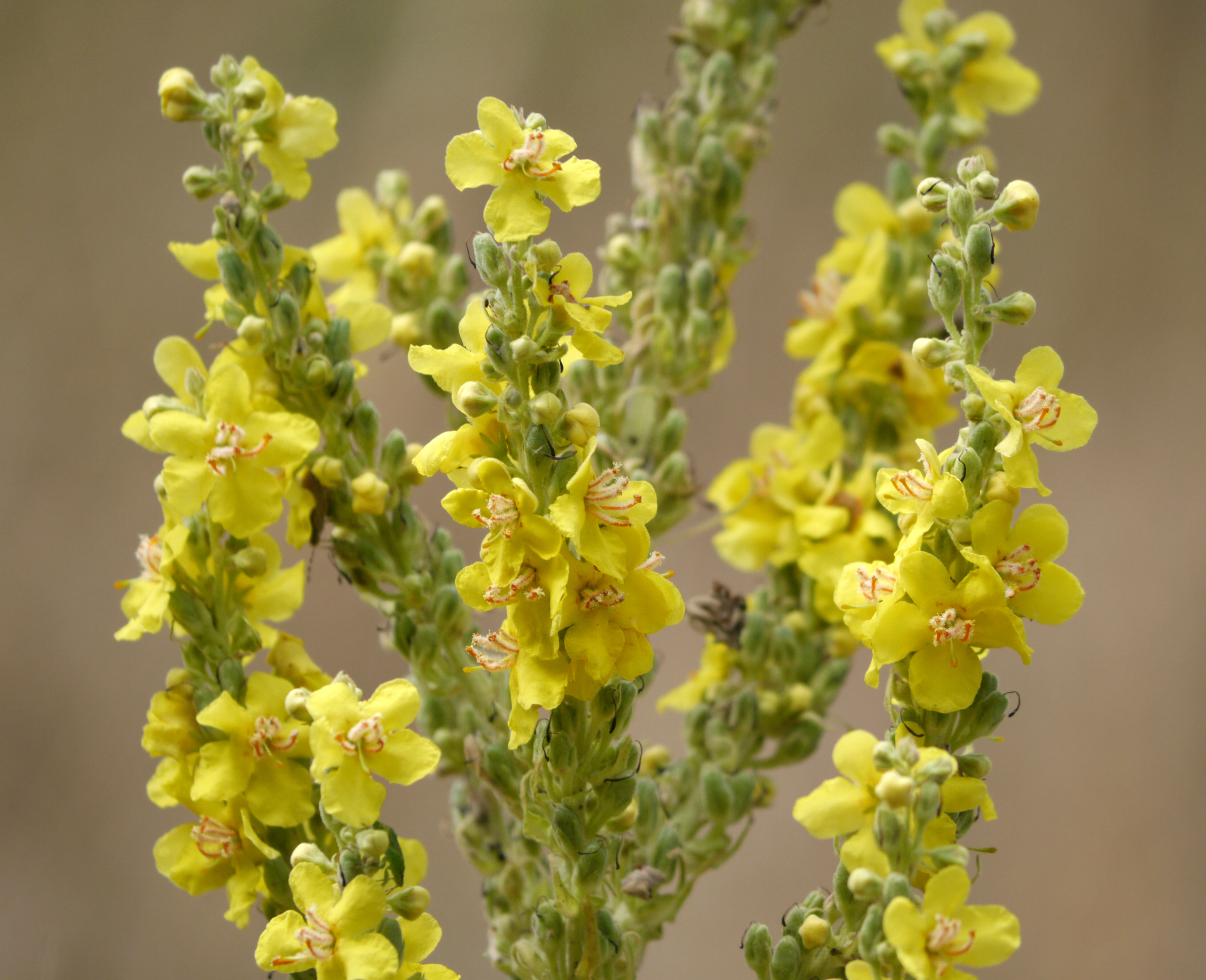
Die Schwarze Königskerze, eine der vielen Pflanzenarten im Gelände
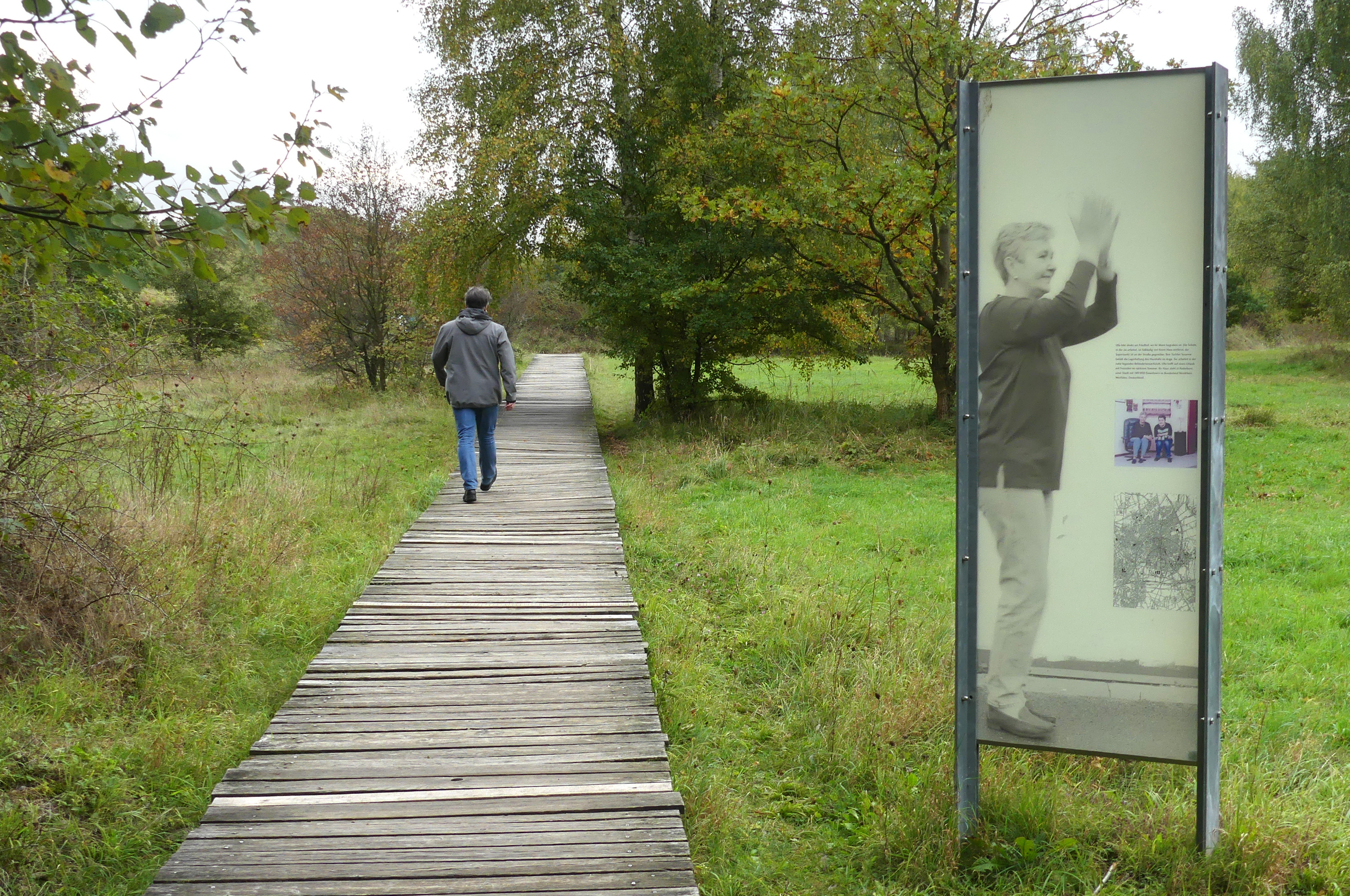
Kunststelen, die an die Militärgeschichte des Geländes erinnern sollen, in dem früher eine Raketenstation untergebracht worden war
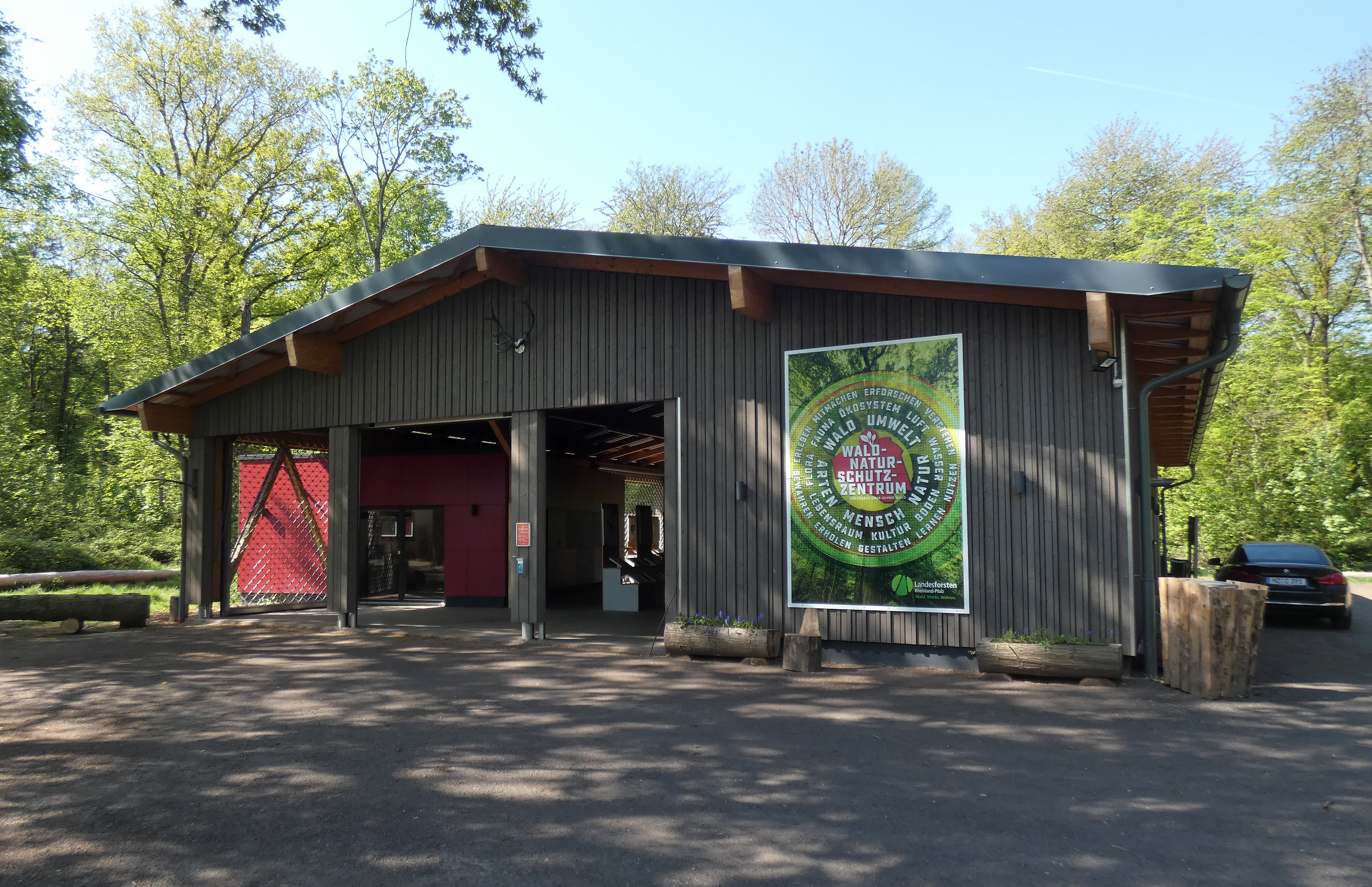
Das Wald-Naturschutz-Zentrum, das 2021 eröffnet wurde und regelmäßig Ausstellungen anbietet
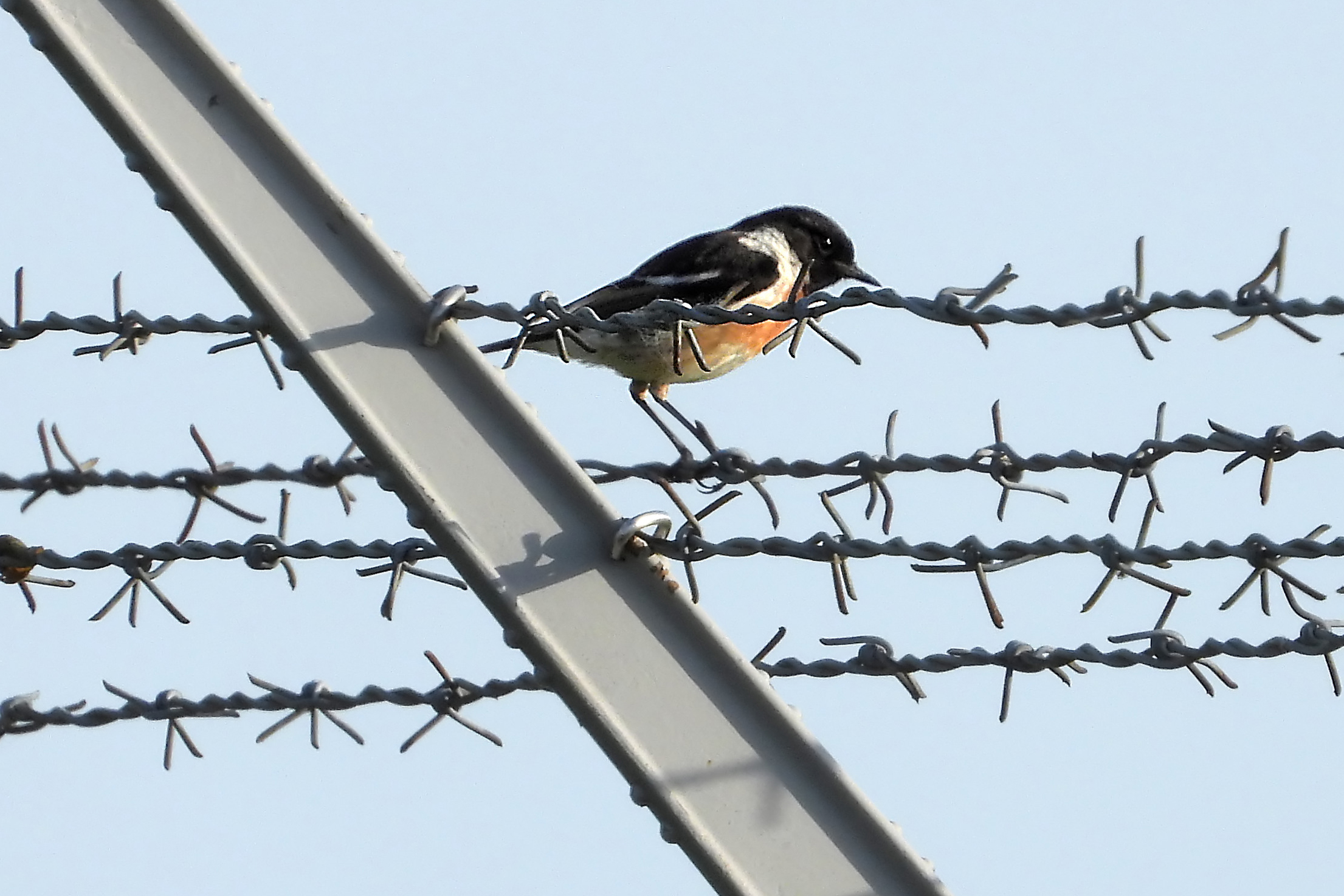
Der Finther-Flugplatz im Naturschutzgebiet ist von einem Zaun umgeben, der auch die Vögel schützt: Ein Schwarzkehlchen
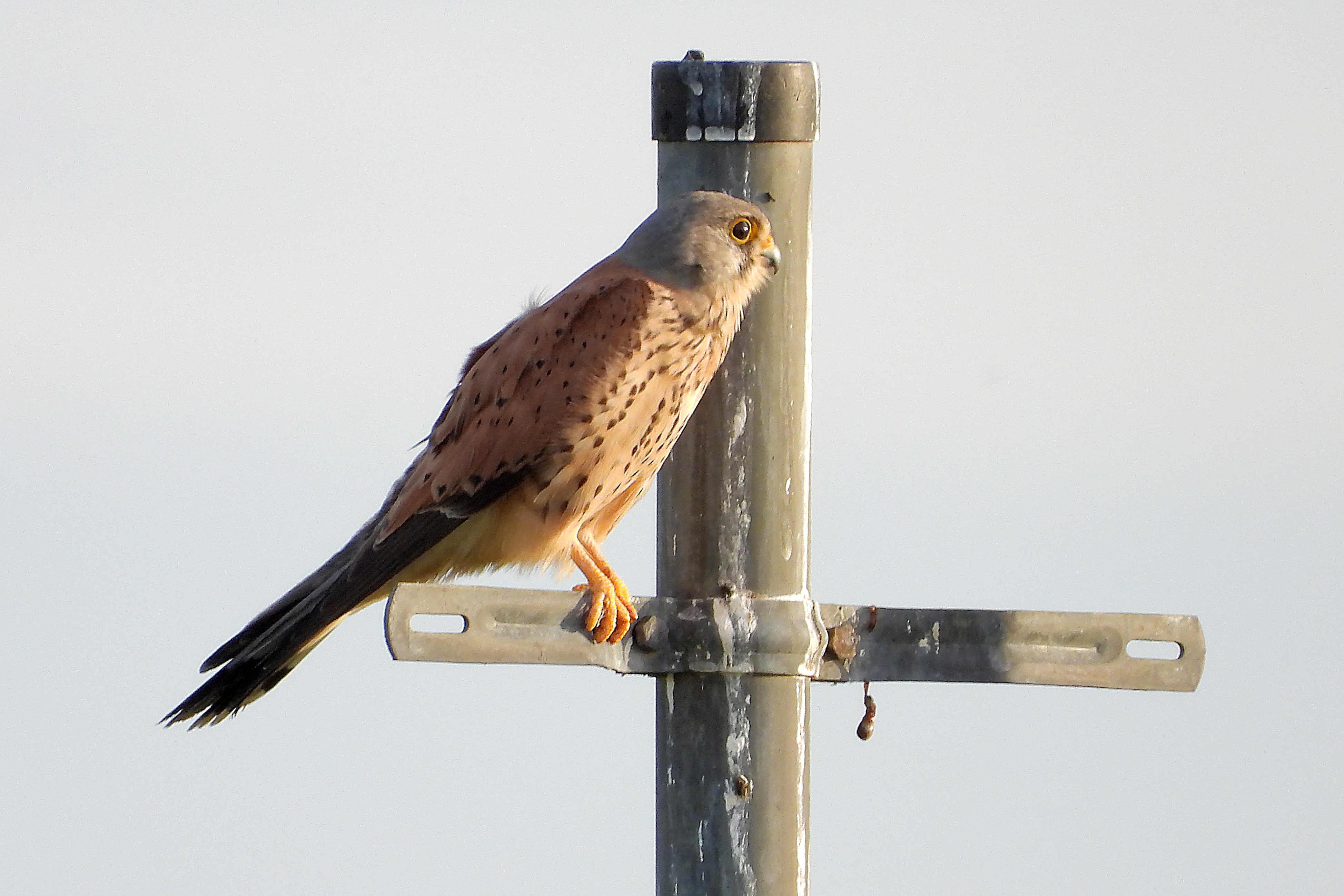
Eine alte Metallstange am Zaun als Ansitz für einen Turmfalken
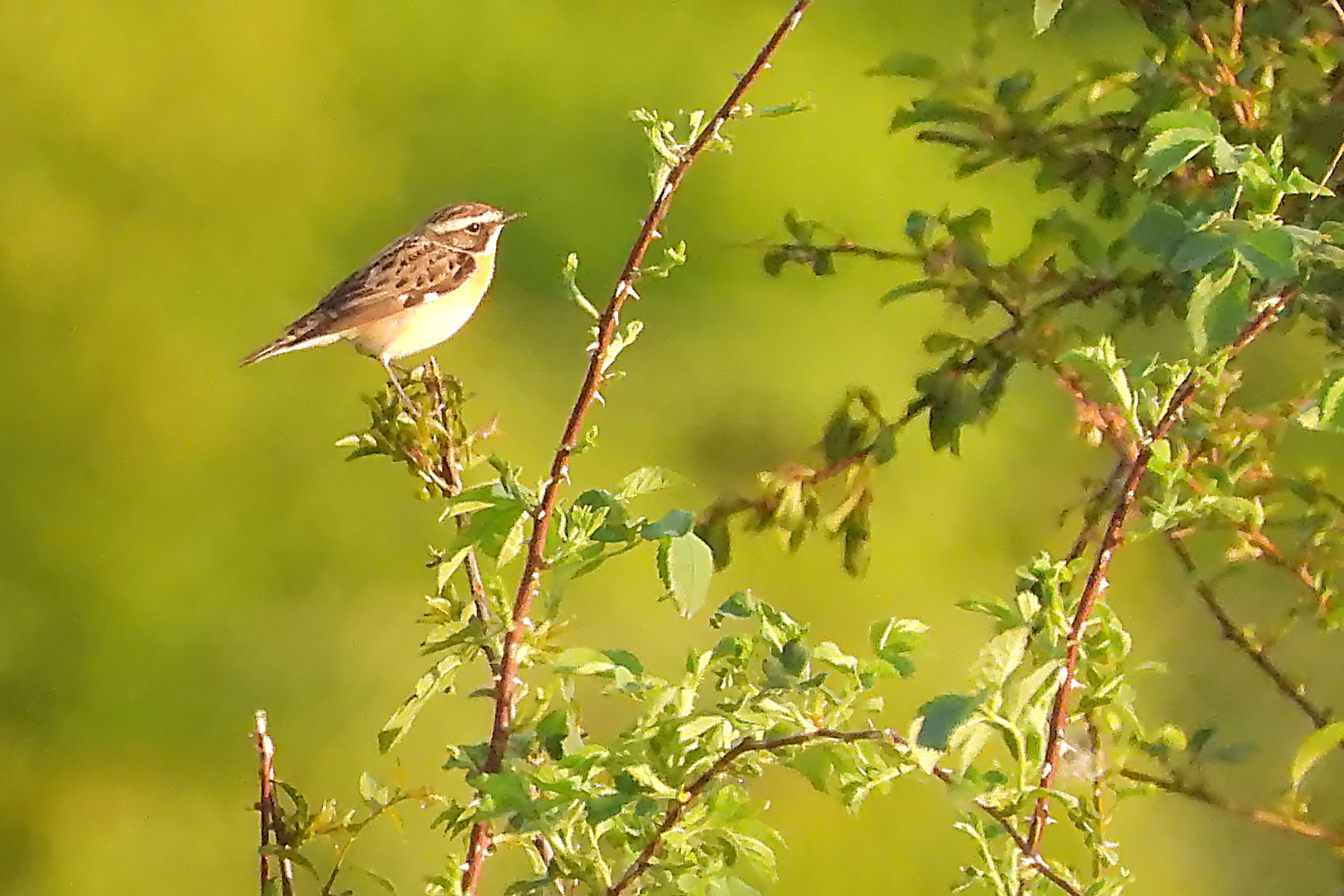
Auch das seltene Braunkehlchen lebt auf dem Flugplatzgelände
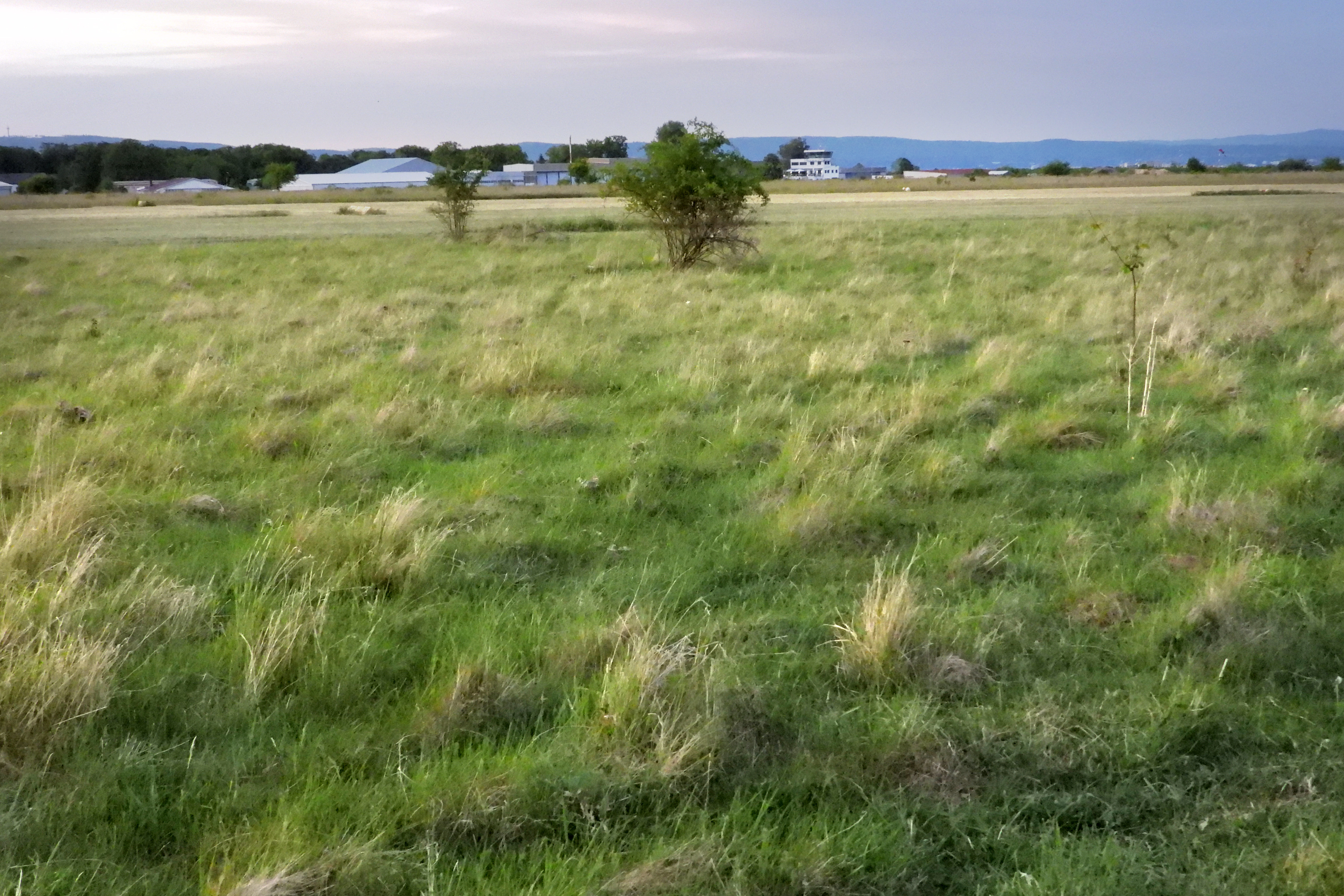
Weitläufige, besonders schützenswerte Wiesen gehören zum Finther Flugplatz